# Darnytsia (huyện)
Huyện Darnytsia (tiếng Ukraina: Дарницький район, chuyển tự: Darnytsias’kyi raion) là một huyện của thủ đô Kiev thuộc Ukraina. Huyện Darnytsia có diện tích 134 km², dân số theo điều tra dân số ngày 5 tháng 12 năm 2001 là 282359 người với mật độ 2107 người/km2. Trung tâm huyện nằm ở ?.